# سوزاكو كوروروجي
سوزاكو كوروروجي (枢木スザク) هو شخصية رئيسية في سلسلة الأنمي كود جياس لولوش المتمرد.
العمر :
جـ1 \ 17
جـ2 \ 18
تاريخ الولادة: 10 يوليو 2000
الجنسية: ياباني
الأقارب:
جينبو كوروروجي (الأب)
كاقويا سوميراقي
النايتميرز التي قادها: لانسلوت & لانسلوت ألبيون
البطل الثاني للقصة .. صديق لولوش وعدو زيرو اللدود وابن رئيس الوزراء السابق لليابان .. انضم للجيش
البريطاني لأنه يريد تغيير بريطانيا من الداخل .. و أصبح بريطانيًَا فخري .. لديه مهارة كبيرة جدا في قيادة
النايتمير .. و هو عكس لولوش مهارته البدنية عالية ..
الترقيات التي نالها في كلا الجزئين : ملازم .. فارس للأميرة يوفيميا .. الفارس السابع .. الفارس صفر
- الأداء الصوتي في الأنمي: تاكاهيرو ساكوراي (الياباني)، أكنو واتانابي (الياباني، أيام الطفولة)، يوري لوينثال (الأنجليزي)، لورا بايلي (الأنجليزي، أيام الطفولة).